# تشيلدرلي (كامبريدجشير)
تشيلدرلي (بالإنجليزية: Childerley)‏ هي قرية وأبرشية مدنية تقع في المملكة المتحدة في إنجلترا.